# Laniarius barbarus
El bubú coronigualdo (Laniarius barbarus) es una especie de ave paseriforme de la familia Malaconotidae propia de África Occidental.

## Descripción
Es un ave de tamaño mediano. Mide unos 22 cm de largo, su cola es larga y sus alas cortas. La coloración del adulto llama la atención, aunque a veces no se lo detecta ya que deambula en el sotobosque. Excepto por el píleo que es amarillo sus partes superiores son de color negro, en contraste con sus zonas inferiores que son color escarlata, excepto la zona inferior de la cola que es amarilla. Sus patas son oscuras. Ambos sexos son similares, aunque los juveniles poseen colores más apagados.

## Distribución y hábitat
Es un pájaro sedentario de África ecuatorial, desde Senegal hasta la República Democrática del Congo.
Su hábitat natural son las partes bajas en bosques y otras zonas con árboles.

## Ecología
No es un ave extremadamente tímida, y a veces se lo ha visto tomar baños en praderas en zonas pobladas. Su nido tiene forma de taza, lo construye en un arbusto o árbol, su puesta consiste de dos huevos.
El bubú coronigualdo se alimenta de insectos que captura en arbustos y el suelo.